# 덕병마을 거릿제
덕병마을 거릿제는 전라남도 진도군에서 행해지는 마을을 지켜주는 토속신에게 무사안녕을 기원하기 위해 마을공동체에서 매년 보름에 지내는 제사이다. 2018년 4월 18일 진도군의 향토문화유산(무형유산) 제7호로 지정되었다.

## 개요
덕병마을 거릿제는 마을을 지켜주는 토속신에게 무사안녕을 기원하기 위해 마을공동체에서 매년 보름에 지내는 제사이며 매년 마을회에서 주관하는 연례행사로서 지역의 특수성과 향토성을 지닌 토속문화로 지정가치가 있어 진도군 향토문화유산으로 지정하여 보존‧전승하고자 한다.